# Zeitpunkt
Der Zeitpunkt ist ein bestimmter oder bestimmender Wert der Zeit. Er kann den Beginn oder das Ende eines Prozesses kennzeichnen oder ein Ereignis ohne zeitliche Ausdehnung. Ferner kann er auf einer Zeitachse festgelegt sein, wenn zu seinem Eintreten ein Geschehen ausgelöst werden soll.
Ein Zeitpunkt hat keine Dauer, kann aber in seiner Dauer soweit als unscharf angesehen werden, wie eine größere Genauigkeit seiner Angabe in einem gegebenen Zusammenhang ohne Belang ist.
Bei einer mit der Zeit veränderlichen Größe, z. B. der Außentemperatur, hat diese zum jeweiligen Zeitpunkt einen Augenblickswert.

## Allgemeines
Oft kann der Zeitpunkt als Wert auf einer Zeitskala angegeben werden. Für solche quantitative Angaben werden Zeiteinheiten benötigt. Dann kann ein Kalenderdatum wie „Zahlungsziel: 13. Mai 2021“ benannt werden oder – feiner aufgelöst – eine Uhrzeit wie „Wecken um 6:30 Uhr“. In diesen Fällen ist der Zeitpunkt mit einem Termin identisch, der in der Terminplanung zu berücksichtigen ist.
Alternativ legt ein Ereignis den Zeitpunkt fest, beispielsweise „beim Uhrschlag“. Der Zeitpunkt kann auch um eine Zeitspanne gegenüber dem Ereignis versetzt sein, beispielsweise „eine Stunde vor Sonnenaufgang“ oder „eine Woche nach Eingang der Mahnung“.
Der Zeitpunkt besitzt im Gegensatz zur Zeitspanne keine Ausdehnung. Wie streng dieser Aspekt auszulegen ist, hängt von den Umständen ab. Während es für eine Briefzustellung meistens ausreicht, den Tag als Zeitpunkt festzuhalten, kann es zu einer Fristwahrung kurz vor Tagesende auf die Sekunde ankommen.
Auf einer Zeitachse oder einer Zeitleiste befindet sich zwischen Anfang und Ende mindestens ein Zeitpunkt. Gibt es zwei verschiedene Zeitpunkte, so ist wegen des Fortschreitens der Zeit immer einer davon der frühere.

## Physikalische Grundlage
Der Wert einer Zeit wird wie jeder Wert einer physikalischen Größe als Produkt aus einem Zahlenwert und einer Maßeinheit angeben. Für Kalenderdatum und Uhrzeit sind die Zeiteinheiten in der üblichen Schreibweise ohne Nennung enthalten. Die Festlegung des Zeitpunktes auf einer Zeitskala erfordert den Bezug zu einem willkürlich festgelegten, aber durch Konvention bekannten Nullpunkt (z. B. „Christi Geburt“ oder „Mitternacht“).
Ähnlich dem mathematischen Modell eines Punktes im Raum hat ein Zeitpunkt innerhalb einer Zeitspanne eine Dauer von null und damit keine Ausdehnung in der Dimension der Zeit. In der Kinematik eines bewegten punktförmigen Körpers könnte man keinen Weg-Zeit-Verlauf aufnehmen, wenn nicht zu jedem betrachteten Zeitpunkt der Ort angebbar wäre. Der Begriff „Zeitpunkt“ ist eine Idealisierung, ohne die sich der Ort infolge der Bewegung gar nicht angeben ließe.
An dieser Theorie stößt sich die Praxis, wonach die Messung eines Zeitpunktes nur im Rahmen einer begrenzten Auflösung möglich und sinnvoll ist. Diese Auflösung ist in der Regel gegeben durch die kleinste im Einzelfall gewählte Zeiteinheit. Wenn ein Zug um 10:27 Uhr abgefahren ist, so steht die „auf die Minute genaue“ Angabe streng genommen für eine Zeitspanne, die den Zeitpunkt der Abfahrt einschließt.– Ferner kann ein Zeitpunkt nicht genauer gemessen werden als die Zeit der dafür zugrunde gelegten Uhr.

## Netzplantechnik und Terminplanung
Im Zusammenhang mit Netzplantechnik und Terminplanung ist ein Zeitpunkt nach DIN 69900 Teil 1 ein „festgelegter Punkt im Ablauf, dessen Lage durch Zeiteinheiten (z. B. Minuten, Tage, Wochen) beschrieben und auf einen Nullpunkt bezogen ist.“ Der Begriff ist dann dem Wort „Termin“ synonym.

## Rechtswissenschaft
Der Zeitpunkt ist ein Rechtsbegriff, für den es jedoch keine Legaldefinition gibt, weil er als bekannt vorausgesetzt wird. Er kommt in einer Vielzahl von Gesetzen vor, die sich vor allem mit Wirtschaftsfragen befassen und Fälligkeiten, Fristen, Laufzeiten oder Termine regeln. Wird der gesetzlich oder vertraglich festgelegte Zeitpunkt versäumt, drohen Rechtsfolgen.
Bürgerliches Gesetzbuch
So wird nach § 130 Abs. 1 BGB eine Willenserklärung, die einem anderen gegenüber abzugeben ist und sie in dessen Abwesenheit abgegeben wird, in dem Zeitpunkt wirksam, in welchem sie ihm zugeht.
Ist bei der Fristberechnung der Anfang einer Frist ein Ereignis oder ein in den Lauf eines Tages fallender Zeitpunkt maßgebend, so wird bei der Berechnung der Frist der Tag nicht mitgerechnet, in welchen das Ereignis oder der Zeitpunkt fällt (§ 187 Abs. 1 BGB). Ist der Beginn eines Tages der für den Anfang einer Frist maßgebende Zeitpunkt, so wird dieser Tag bei der Berechnung der Frist mitgerechnet (§ 187 Abs. 2 BGB).
Kreditwesen
Im Kreditwesen stellen Zeitpunkte eine wichtige Grundlage für Fälligkeiten, Fristen oder Laufzeiten dar. Bei Millionenkrediten protokolliert die Deutsche Bundesbank gemäß § 14 Abs. 2 KWG zum Zwecke der Datenschutzkontrolle durch die jeweils zuständige Stelle bei jeder Datenübertragung den Zeitpunkt, die übertragenen Daten und die beteiligten Stellen.
Im Kreditvertrag sind für die Zahlung der Kreditzinsen und der Tilgung genaue Zeitpunkte festgelegt, so dass bei deren Nichteinhaltung automatisch Zahlungsverzug (englisch default) und damit ein Kreditereignis eintritt, was eine Kreditkündigung zur Folge haben kann.
Versicherungswesen
Macht im Versicherungswesen der Versicherungsnehmer von seinem Kündigungsrecht Gebrauch, steht dem Versicherer die Versicherungsprämie nur bis zu diesem Zeitpunkt zu (§ 205 Abs. 2 VVG).
Zivilprozessrecht
Für die Wertberechnung ist im Zivilprozessrecht der Zeitpunkt der Einreichung der Klage, in der Rechtsmittelinstanz der Zeitpunkt der Einlegung des Rechtsmittels, bei der Verurteilung der Zeitpunkt des Schlusses der mündlichen Verhandlung, auf die das Urteil ergeht, entscheidend (§ 4 Abs. 1 ZPO).
Insolvenzrecht
Im Insolvenzrecht droht der Schuldner zahlungsunfähig zu werden, wenn er voraussichtlich nicht in der Lage sein wird, die bestehenden Zahlungspflichten im Zeitpunkt ihrer Fälligkeit zu erfüllen (§ 18 Abs. 2 InsO).

## Sprachwissenschaft
Das Wort „derzeit“ weist auf eine Zeitspanne, der zum Sprechzeitpunkt die Gegenwart mit einschließt hin, während „in diesem Moment“ punktuell auf einen Zeitpunkt verwiesen wird, der im unmittelbaren Zeitpunkt der Sprechzeit liegt. Werden veröffentlichte Zeitpunkte (wie etwa im Fahr- oder Flugplan, Dienstplan) nicht eingehalten, spricht man von Verspätung.